# اندری کنوننکو
اندری کنوننکو (اوکراینی: Андрій Вікторович Кононенко؛ زادهٔ ۷ مارس ۱۹۷۴) بازیکن فوتبال اهل اوکراین است.